# Elegeia
Elegeia (posteriorment anomenada Ilijeh) va ser una ciutat d'Armènia que Ptolemeu situava prop de les fonts de l'Eufrates. Trajà hi va arribar durant la seva campanya contra Pèrsia i s'hi va entrevistar amb Partamasiris (rei armeni entre els anys 113 i 114). El 162, Vologès III de Pàrtia va entrar a Armènia per combatre el governador romà de Capadòcia, Sedatí Severià —que havia envaït el regne—, i va derrotar els romans completament en aquesta ciutat.